# Reina de corazones
Reina de corazones é uma telenovela estadunidense produzida e exibida pela Telemundo de 28 de abril a 7 de novembro de 2014, escrita por Marcela Citterio.
Foi protagonizada por Paola Núñez e Eugenio Siller e antagonizada por Juan Soler e Catherine Siachoque.

## Enredo
Reina Ortíz (Paola Núñez) sofrerá um acidente que a fará esquecer os últimos oito anos de sua vida, nos quais se casou com o magnata Víctor de Rosas (Juan Soler), mãe de Clara (Nicole Apollonio) e proprietária de o ateliê de noivas mais famoso de Las Vegas. Ela nem mesmo se lembra do momento mais feliz de sua vida; quando se apaixonou por Nicolás Núñez (Eugenio Siller). Agora Reina, que sente que não pertence ao mundo do luxo e do poder, se esforçará para descobrir sua própria verdade.
Enquanto isso, Nicolás, que trabalha para o serviço secreto com uma nova identidade de Javier Bolivar, busca vingança depois que Estefanía Pérez (Catherine Siachoque) o fez acreditar que Reina e Víctor eram os responsáveis por sua prisão injusta.
Envolvidos em segredos, truques e enganos numa vida dupla de apostas no quadro do tráfico de ouro e pedras preciosas, Nicolás e Reina lutarão pelo único que não podem deixar ao acaso, o seu amor.

## Elenco
| Ator/Atriz          | Personagem                                                         |
| ------------------- | ------------------------------------------------------------------ |
| Paola Núñez         | Reina Ortíz de Rosas “Reina de Corazones”                          |
| Eugenio Siller      | Javier Bolívar / Nicolás Núñez "El Dragón" / Javier de Rosas       |
| Juan Soler          | Víctor de Rosas “El Halcón Negro” †                                |
| Catherine Siachoque | Estefanía Pérez de Hidalgo “Reina de Diamantes” †                  |
| Laura Flores        | Sara Smith “Reina de Picas” / Virginia de la Vega                  |
| Gabriel Coronel     | Francisco "Frank" Marino †                                         |
| Carlos Ferro        | Lázaro Leiva                                                       |
| Paulo Quevedo       | Isidro Castillo                                                    |
| Henry Zakka         | Octavio de Rosas / Gerónimo de Rosas †                             |
| Sergio Mur          | Fernando San Juan "El Supremo" / Patricio Picasso / Gregorio Pérez |
| Geraldine Galván    | Greta de Rosas Santillana / Greta de Rosas Pérez †                 |
| Pablo Azar          | Juan José "Juanjo" García                                          |
| Wanda D'Isidoro     | Susana Santillana de Rosas                                         |
| María Luisa Flores  | Constanza "Connie" Leiva                                           |
| Andrea Martínez     | Alejandra Leiva                                                    |
| Luis Velásquez      | Daniel de Rosas                                                    |
| Maritza Bustamante  | Jacqueline "Jackie" Montoya                                        |
| Jéssica Mas         | Alicia Palacios "La Cobra" †                                       |
| Nicole Apollonio    | Clara de Rosas Ortíz                                               |
| Emmanuel Pérez      | Román Leiva Fuentes                                                |
| Thali García        | Camila de Rosas Santillana †                                       |
| Rosalinda Rodríguez | Carmen Solís †                                                     |
| Paloma Márquez      | Miriam Fuentes                                                     |
| Raúl Arrieta        | Andrés Hidalgo †                                                   |
| Ezequiel Montalt    | Juan "Rocky" Balboa †                                              |
| Priscila Perales    | Delfina Ortíz †                                                    |
| Sebastián Ferrat    | Christian Palacios †                                               |
| Marisa del Portillo | Asunción Gómez / Maruja Torres                                     |
| Guido Massri        | Damián Hernández †                                                 |
| Martha Mijares      | Paz Izaguirre †                                                    |
| Juan Pablo Gamboa   | Mauro Montalbán                                                    |